# Open Barranquilla 2014
L'Open Barranquilla 2014, noto anche come Seguros Bolívar Open Barranquilla per motivi di sponsorizzazione, è stato un torneo di tennis facente parte della categoria ATP Challenger Tour nell'ambito dell'ATP Challenger Tour 2014. È stata la a edizione del torneo che si è giocato a Barranquilla in Colombia dal 24 al 30 marzo 2014 su campi in terra rossa e aveva un montepremi di $40,000+H.

## Partecipanti singolare

### Teste di serie
| Nazionalità | Giocatore             | Ranking* | Testa di serie |
| ----------- | --------------------- | -------- | -------------- |
| Colombia    | Alejandro Falla       | 68       | 1              |
| Spagna      | Albert Ramos Viñolas  | 87       | 2              |
| Slovacchia  | Martin Kližan         | 88       | 3              |
| Austria     | Andreas Haider-Maurer | 109      | 4              |
| Argentina   | Facundo Argüello      | 121      | 5              |
| Romania     | Adrian Ungur          | 123      | 6              |
| Spagna      | Pere Riba             | 121      | 7              |
| Slovenia    | Blaž Rola             | 128      | 8              |

- Ranking al marzo 2014.

### Altri partecipanti
Giocatori che hanno ricevuto una wild card:
- Eduardo Schwank
- Nicolás Barrientos
- Carlos Salamanca
- Alexander Zverev

Giocatori che sono passati dalle qualificazioni:
- Jason Kubler
- Jonathan Eysseric
- José Hernández
- Antonio Veić

## Vincitori

### Singolare
Pablo Cuevas ha battuto in finale  Martin Kližan con il punteggio di 6–3, 6–1

### Doppio
Pablo Cuevas /  Pere Riba hanno battuto in finale  František Čermák /  Michail Elgin con il punteggio di 6–4, 6–3